# Olle Calming
Olle Reinhold Calming, född 15 april 1954, är en svensk före detta fotbollsspelare (försvarare) som representerade Gais säsongerna 1976–1980.
Andersson kom till Gais från Utbynäs SK inför säsongen 1976, då Gais hade ramlat ner i division II. Hans kanske främsta insats i karriären var då han i ett derby mot IFK Göteborg den 20 maj 1976, inför över 50 000 åskådare, gjorde 1–0 till Gais i en match som IFK emellertid vände till 3–1. Sammanlagt kom han att spela 63 matcher (6 mål) för Gais, innan han hösten 1980 lånades ut till Skene IF. Till säsongen 1981 flyttade han till jämtska IFK Strömsund, där han senare blev spelande tränare.